# Dasineura populeti
Dasineura populeti är en tvåvingeart som först beskrevs av Ewald Rübsaamen 1889.  Dasineura populeti ingår i släktet Dasineura och familjen gallmyggor. Inga underarter finns listade i Catalogue of Life.